# Kożuchów (gromada w powiecie sokołowskim)
Kożuchów – dawna gromada, czyli najmniejsza jednostka podziału terytorialnego Polskiej Rzeczypospolitej Ludowej w latach 1954–1972.
Gromady, z gromadzkimi radami narodowymi (GRN) jako organami władzy najniższego stopnia na wsi, funkcjonowały od reformy reorganizującej administrację wiejską przeprowadzonej jesienią 1954 do momentu ich zniesienia z dniem 1 stycznia 1973, tym samym wypierając organizację gminną w latach 1954–1972.
Gromadę Kożuchów z siedzibą GRN w Kożuchowie utworzono – jako jedną z 8759 gromad na terenie Polski – w powiecie sokołowskim w woj. warszawskim, na mocy uchwały nr VI/10/21/54 WRN w Warszawie z dnia 5 października 1954. W skład jednostki weszły obszary dotychczasowych gromad Błonie Duże, Błonie Małe, Brodacze, Kożuchów, Krasnodęby-Sypytki, Krasnodęby-Kasmy i Krasnodęby-Rafały ze zniesionej gminy Wyrozęby oraz obszar dotychczasowej gromady Kożuchówek ze zniesionej gminy Kowiesy w tymże powiecie. Dla gromady ustalono 11 członków gromadzkiej rady narodowej.
31 grudnia 1959 z gromady Kożuchów wyłączono wsie Krasnodęby-Kasmy, Krasnodęby-Sypytki i Krasnodęby-Rafały, włączając je do gromady Repki w tymże powiecie, po czym gromadę Kożuchów zniesiono a jej (pozostały) obszar włączono do gromady Bielany tamże.